# Donald P. Hansen
Donald P. Hansen (* 4. September 1931; † 15. Februar 2007 in New York) war ein US-amerikanischer Vorderasiatischer Archäologe.
Hansen studierte zunächst am Dartmouth College, anschließend an der Harvard University, wo er promoviert wurde. Von 1963 bis zu seinem Tode lehrte er als Professor für Vorderasiatische Archäologie am Institute of Fine Arts der New York University.
Er nahm an den Ausgrabungen von Nippur teil, 1963 und 1965 leitete er eine Grabung des Oriental Institute der University of Chicago in Abū ṢalābĪḫ,  1964 bis 1978 leitete er die Grabung in Mendes, 1968 bis 1976 und 1990 arbeitete er in Tell al-Hiba (Lagaš).